# Henri Couttet
Pour les articles homonymes, voir Couttet.
Ne doit pas être confondu avec Henri Coutet.
Henri Michel Couttet (né le 8 juin 1901 à Chamonix, mort le 11 octobre 1953 à Sallanches) est un joueur professionnel français de hockey sur glace.
Il est le frère aîné de Marcel Couttet et de Denis Couttet,. Son père Alfred Julien Couttet (1872-1918), chaudronnier, et deux autres frères jouent eux aussi du hockey.
Il est cultivateur de profession.

## Carrière
Henri Couttet fait toute sa carrière au Chamonix Hockey Club. Il est champion de France en 1923 et 1927.
Il est dans l'équipe de France aux Jeux olympiques de 1920 à Anvers et aux Jeux olympiques de 1924 à Chamonix,.